# RSC (album)
RSC – debiutancki album rzeszowskiej grupy RSC, wydany w 1983 nakładem wydawnictwa Polskie Nagrania. Album uzyskał miano Złotej Płyty, uroczystość nadania miała miejsce 8 marca 1984. Łącznie sprzedano około 490 tys. płyt i kaset (330 tys. LP i 160 tys. MC), a singel „Kradniesz mi moją duszę” sprzedał się w nakładzie 160 tys. egzemplarzy. Jest to jeden z najlepszych wyników w historii polskiej fonografii.
Nagrań dokonano w marcu 1983. Reżyser nagrania – Witold Trenkler. Operator dźwięku – Halina Jastrzębska-Marciszewska. 24-bit. mastering – K. Kuraszkiewicz. Foto – Mirosław Stępniak. Projekt graficzny – Stefan Szczypka.
W „Magazynie Perkusista” (7–8/2018) album znalazł się na 81. miejscu w rankingu „100 polskich płyt najważniejszych dla perkusistów”.

## Lista utworów
Strona A
1. „Jeśli czekasz” (muz. P. Spychalski – sł. Z. Działa) – 4:28
2. „W ucieczce przed sobą” (muz. A. Wiśniowski, P. Spychalski – sł. Z. Działa) – 3:03
3. „Aneks do snu” (muz. A. Wiśniowski, P. Spychalski – sł. Z. Działa) – 4:57
4. „Pralnia mózgów” (muz. A. Wiśniowski – sł. Z. Działa) – 4:29

Strona B
1. „Kradniesz mi moją duszę” (muz. A. Wiśniowski – sł. Z. Działa) – 4:56
2. „Na długie pożegnania” (muz. A. Wiśniowski, P. Spychalski – sł. Z. Działa) – 3:31
3. „Dzień na który czekam” (muz. A. Wiśniowski, P. Spychalski) – 5:33
4. „Z kroniki wypadków” (muz. A. Wiśniowski, P. Spychalski – sł. Z. Działa) – 4:36

### Wydanie CD 2013
1. „Jeśli czekasz” (muz. P. Spychalski – sł. Z. Działa) – 4:27
2. „W ucieczce przed sobą” (muz. A. Wiśniowski, P. Spychalski – sł. Z. Działa) – 3:04
3. „Aneks do snu” (muz. A. Wiśniowski, P. Spychalski – sł. Z. Działa) – 4:57
4. „Pralnia mózgów” (muz. A. Wiśniowski – sł. Z. Działa) – 4:29
5. „Kradniesz mi moją duszę” (muz. A. Wiśniowski – sł. Z. Działa) – 4:56
6. „Na długie pożegnania” (muz. A. Wiśniowski, P. Spychalski – sł. Z. Działa) – 3:33
7. „Dzień na który czekam” (muz. A. Wiśniowski, P. Spychalski) – 5:34
8. „Z kroniki wypadków” (muz. A. Wiśniowski, P. Spychalski – sł. Z. Działa) – 4:42

bonusy
1. „Teatr pozoru (Życie to teatr)” (muz. P. Spychalski, A. Wiśniowski, Z. Działa – sł. Z. Działa) – 5:35
2. „Maraton rockowy” (muz. A. Wiśniowski – sł. Z. Działa) – 4:26

### Wydanie CD 2023
1. „Jeśli czekasz” (muz. P. Spychalski – sł. Z. Działa)
2. „W ucieczce przed sobą” (muz. A. Wiśniowski, P. Spychalski – sł. Z. Działa)
3. „Aneks do snu” (muz. A. Wiśniowski, P. Spychalski – sł. Z. Działa)
4. „Pralnia mózgów” (muz. A. Wiśniowski – sł. Z. Działa)
5. „Kradniesz mi moją duszę” (muz. A. Wiśniowski – sł. Z. Działa)
6. „Na długie pożegnania” (muz. A. Wiśniowski, P. Spychalski – sł. Z. Działa)
7. „Dzień na który czekam” (muz. A. Wiśniowski, P. Spychalski)
8. „Z kroniki wypadków” (muz. A. Wiśniowski, P. Spychalski – sł. Z. Działa)

bonusy
1. „Fabryka snów (radio version)” (muz. A. Wiśniowski, P. Spychalski – sł. Z. Działa)
2. „Kradniesz mi moją duszę (radio version)” (muz. A. Wiśniowski – sł. Z. Działa)
3. „Teatr pozoru (Życie to teatr) (radio version)” (muz. P. Spychalski, Z. Działa – sł. Z. Działa)

## Twórcy
- Andrzej Wiśniowski – gitara akustyczna, gitara elektryczna, lider, śpiew
- Piotr Spychalski – fortepian, moog, Farfisa
- Zbigniew Działa – śpiew solo
- Wiesław Bawor – skrzypce, śpiew
- Andrzej Szczypek – gitara basowa
- Wiktor Kucaj – Farfisa
- Michał Kochmański – perkusja

oraz kwartet smyczkowy

## Wydania
źródło:.
- LP Polskie Nagrania; SX 2160 – 1983
- MC Polskie Nagrania; CK 418 – 1983
- DG CD Polskie Nagrania / Yesterday; PNCD 761 – 14 czerwca 2004
- DG CD Polskie Nagrania; PNCD 1531 – 2013[9]
- CD Gad Records; GAD CD 244 – 26 maja 2023[10]